# Puigpelat
Puigpelat è un comune spagnolo situato nella comunità autonoma della Catalogna.